# L'Indicateur du renouveau
L'Indicateur du renouveau est un quotidien malien créé en février 2007. Il est classé comme journal d'opposition face au président Ibrahim Boubacar Keïta.

## Fermeture
Le 2 août 2018, les journalistes de l’Indicateur du renouveau, de Renouveau TV et de la radio Renouveau FM sont bloqués dans leurs locaux par le gouverneur de Bamako, à la suite d'une tribune virulente d'un animateur de la radio Renouveau FM avant la publication des résultats de l'élection présidentielle malienne de 2018,.